# South Padre Island, Texas
South Padre Island là một thị trấn thuộc quận Cameron, tiểu bang Texas, Hoa Kỳ. Năm 2010, dân số của thị trấn này là 2816 người.

## Dân số
- Dân số năm 2000: 2422 người.
- Dân số năm 2010: 2816 người.